# حشية (لباس)
الحَشِيَّة أو القميص التحتيّ (بالإنجليزية: slip)‏ (نقحرة: سليب) نوعٌ من الملابس الداخلية النسائية، لديه شكل فستان صغير، قد يصنع من الحرير أو الخيطل، وتلبسه النساء إما تحت الجبيبة أو الفستان. وقد ظهر حوالي سنة 1890. تتدلى الحشية الكاملة من الكتفين، عادة عن طريق شرائط ضيقة، ويمتد من الصدر إلى طول التنورة العصري. أما الحشية النصفية فتتدلى من الخصر. يمكن أيضاً استخدام مصطلح الغِلالة لوصف القمصان التحتية النصفية.
يُرتدى السفال أو الحَشِيَّة تحت الملابس من أجل التأكد من عدم انكشاف اللباس الداخلي أو المُقَصَّر أو المنهدة.

## معرض صور

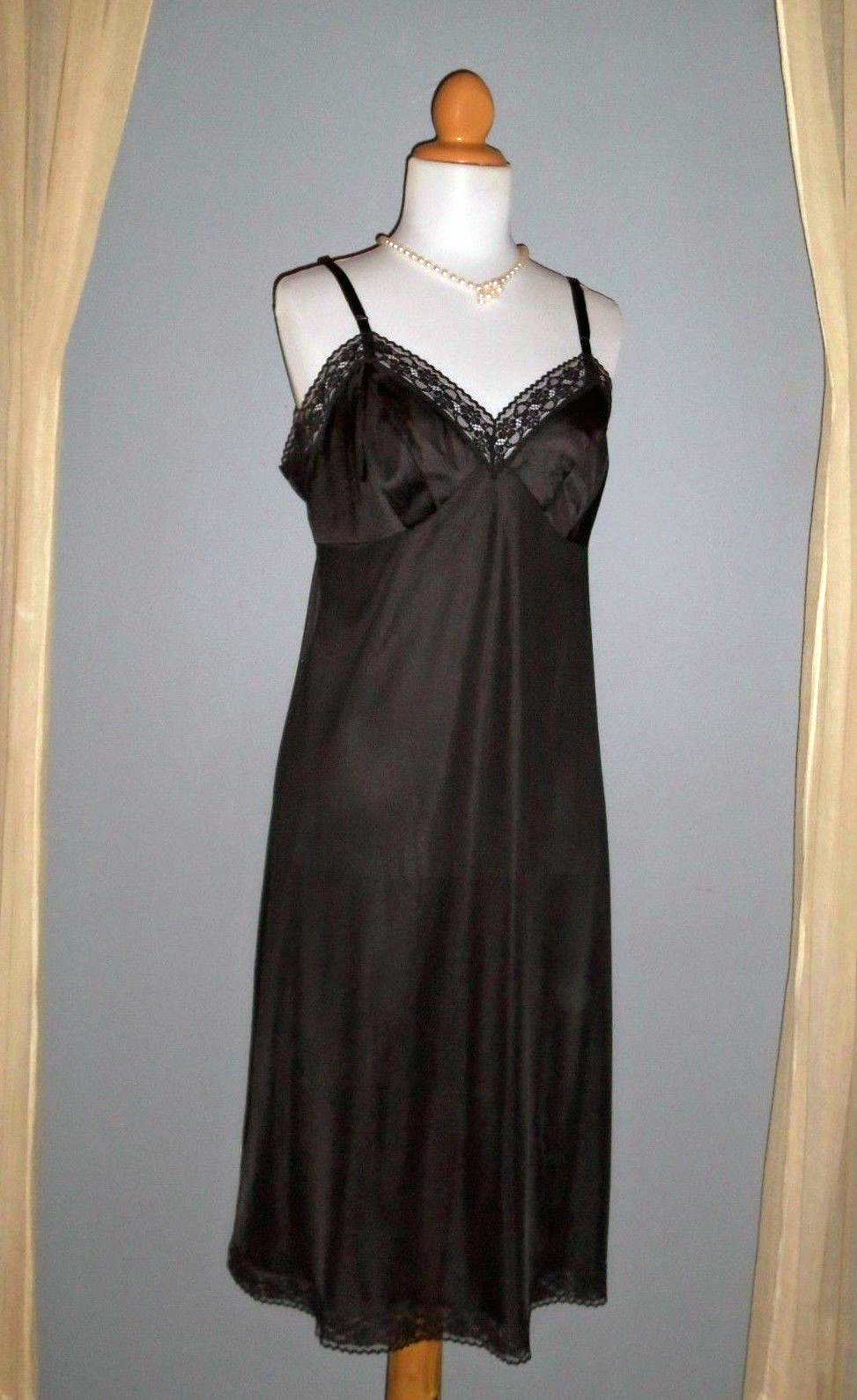
حشية كاملة
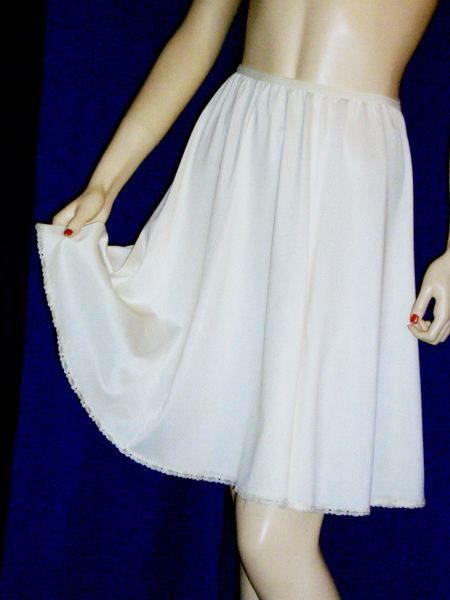
حشية نصفية